# Ghostlights
Ghostlights es el séptimo disco de Tobias Sammet's metal opera project Avantasia. Fue lanzado el 29 de enero de 2016 por Nuclear Blast Records. La canción que abre el álbum y primer sencillo "Mystery of a Blood Red Rose" fue candidata para German representative en el Eurovision Song Contest 2016, quedando en tercera posición. La edición en digibook incluye una pista adicional y un bonus CD grabado en directo titulado Avantasia Live, que contiene canciones grabadas en el directo de 2014 de Wacken Open Air Festival.
También fue lanzada una edición especial de coleccionista que incluía un tercer CD con las canciones de "Ghostlights" en modo karaoke. 
Ghostlights alcanzó la mejor posición de cualquier lanzamiento de Avantasia en muchos charts internacionales siendo la segunda vez que entrase en el US Billboard 200 albums chart.
La historia del disco continúa la empezada en The Mystery of Time. Musicalmente, muestra un tono más oscuro y teatral que su predecesor, lo que Sammet confiesa que fue espontáneo y no buscado.

## Listado de canciones
Todas las canciones escritas y compuestas por Tobias Sammet. 
| N.º | Título                                               | Vocalista invitado                      | Duración |  |
| 1.  | «Mystery of a Blood Red Rose»                        |                                         | 3:51     |  |
| 2.  | «Let the Storm Descend Upon You»                     | Jørn Lande, Ronnie Atkins, Robert Mason | 12:09    |  |
| 3.  | «The Haunting»                                       | Dee Snider                              | 4:42     |  |
| 4.  | «Seduction of Decay»                                 | Geoff Tate                              | 7:18     |  |
| 5.  | «Ghostlights»                                        | Michael Kiske, Jørn Lande               | 5:43     |  |
| 6.  | «Draconian Love»                                     | Herbie Langhans                         | 4:58     |  |
| 7.  | «Master of the Pendulum»                             | Marco Hietala                           | 5:01     |  |
| 8.  | «Isle of Evermore»                                   | Sharon den Adel                         | 4:28     |  |
| 9.  | «Babylon Vampyres»                                   | Mason                                   | 7:09     |  |
| 10. | «Lucifer»                                            | Lande                                   | 3:48     |  |
| 11. | «Unchain the Light»                                  | Atkins, Lande, Kiske                    | 5:03     |  |
| 12. | «A Restless Heart and Obsidian Skies»                | Bob Catley                              | 5:53     |  |
| 13. | «Wake up to the Moon» (Digibook edition bonus track) | Atkins, Kiske, Lande, Catley, Mason     | 4:43     |  |

Disco bonus de la edición en digibook – Avantasia Live

Todas las canciones escritas y compuestas por Tobias Sammet. 
| N.º | Título                    | Guest vocalist(s) | Duración |  |
| 1.  | «Spectres»                |                   | 6:04     |  |
| 2.  | «Invoke the Machine»      | Atkins            | 5:35     |  |
| 3.  | «The Story Ain't Over»    | Catley            | 4:45     |  |
| 4.  | «Prelude»                 |                   | 1:24     |  |
| 5.  | «Reach Out for the Light» | Kiske             | 8:04     |  |
| 6.  | «Avantasia»               | Kiske             | 5:16     |  |
| 7.  | «What's Left of Me»       | Eric Martin       | 5:55     |  |
| 8.  | «Dying for an Angel»      | Martin            | 4:58     |  |
| 9.  | «Twisted Mind»            | Atkins, Martin    | 6:29     |  |
| 10. | «The Watchmakers' Dream»  | Oliver Hartmann   | 4:47     |  |
| 11. | «Another Angel Down»      | Lande             | 5:30     |  |

- Canciones 1-9 grabadas en Wacken Open Air 2014, canción 10 grabada en Masters Of Rock 2013, canción 11 grabada en Wacken Open Air 2008.[9]

- La edición Deluxe Edition Book del álbum incluye los dos CD de la edición Digibook más un tercero instrumental con todas las canciones de "Ghostlights" a excepción del bonus, y un libro con 68 páginas de texto y fotos a todo color.[1]

## Participantes
- Tobias Sammet - vocalista principal en todas las canciones, teclados adicionales, bajo y producción.
- Sascha Paeth - guitarra solista (en canciones 1, 3, 4, 6, 7 y 8), guitarra rítmica, bajo, teclados adicionales, producción y mezcla.
- Michael Rodenberg - orquestación, teclados y masterización.
- Felix Bohnke - Batería.
- Oliver Hartmann (ex-At Vance) – guitarra solista (en canciones 2, 5, 9, 11), guitarra rítmica.

Músicos invitados
- Bruce Kulick (Grand Funk Railroad, ex-Kiss) – guitarra solista en canciones 9, 10 y 12

Vocalistas invitados
- Jørn Lande (ex-Masterplan, ex-Ark) en canciones 2, 5, 10 y 13.
- Michael Kiske (Unisonic, ex-Place Vendome, ex-Helloween) en canciones 5, 11 y 13.
- Dee Snider (Twisted Sister) en canción 3.
- Geoff Tate (Operation: Mindcrime, ex-Queensrÿche) en canción 4.
- Marco Hietala (Nightwish, Tarot) en canción 7.
- Sharon den Adel (Within Temptation) en canción 8.
- Bob Catley (Magnum) en canciones 12 y 13.
- Ronnie Atkins (Pretty Maids) en canciones 2, 11 y 13.
- Robert Mason (Warrant, ex-Lynch Mob) en canciones 2, 9 y 13.
- Herbie Langhans (Sinbreed, Beyond the Bridge, ex-Seventh Avenue) en canción 6.

## Posicionamiento
| Listas (2016)                           | Posición |
| --------------------------------------- | -------- |
| Austria (Ö3 Austria)                    | 10       |
| Bélgica (Ultratop flamenca)             | 44       |
| Bélgica (Ultratop valona)               | 70       |
| Canadá (Billboard Canadian Albums)      | 6        |
| República Checa (ČNS IFPI)              | 2        |
| Países Bajos (Album Top 100)            | 48       |
| Finlandia (Suomen Virallinen Lista)     | 11       |
| Francia (SNEP)                          | 68       |
| Alemania (Media Control Charts)         | 2        |
| Hungría (MAHASZ)                        | 18       |
| Italia (FIMI)                           | 33       |
| Norwegian Albums (VG-lista)             | 17       |
| España (PROMUSICAE)                     | 19       |
| Suecia (Sverigetopplistan)              | 7        |
| Suiza (Schweizer Hitparade)             | 8        |
| Reino Unido (UK Albums Chart)           | 53       |
| Reino Unido (UK Rock & Metal Albums)    | 3        |
| Estados Unidos (Billboard 200)          | 101      |
| Estados Unidos (Top Heatseekers Albums) | 2        |